# Café suspendu

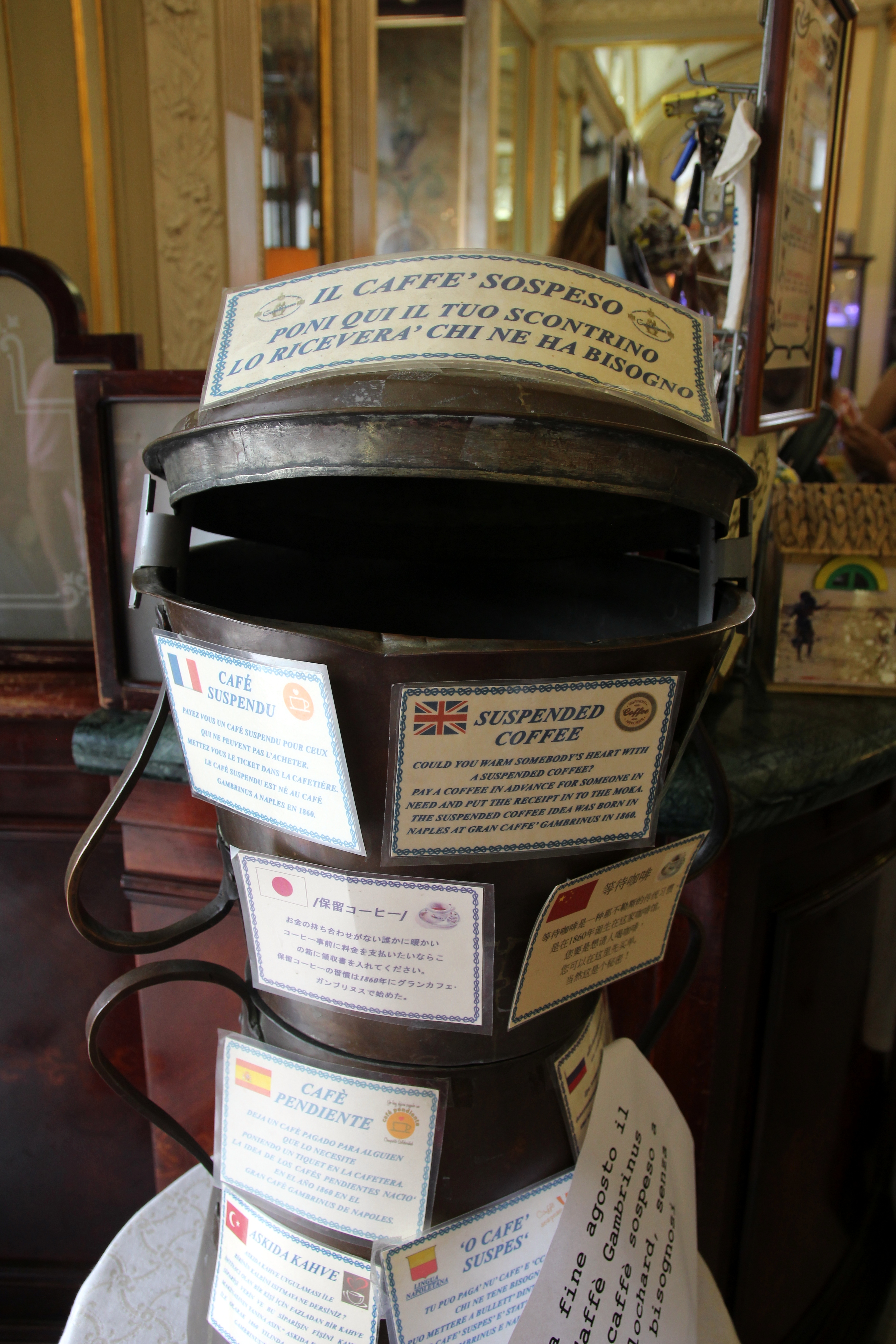
Caffè sospeso au Gran Caffè Gambrinus à Naples (Italie).

Le café suspendu (en italien, caffè sospeso; en napolitain, cafè suspiso) est une tradition de solidarité envers les plus pauvres, pratiquée dans les bars napolitains. Elle est née dans le café napolitain Gambrinus au milieu du vingtième siècle. La coutume a connu un déclin à la fin du vingtième siècle, pour renaître dans les années deux mille.
Elle consiste – pour un Napolitain heureux et quelle qu’en soit la raison – à commander un café et en payer deux, un pour lui et un autre pour un client démuni qui en fera la demande.
La « journée du café suspendu », ou "Giornata del Caffè Sospeso" en italien, a été instaurée le 10 décembre 2011 avec le soutien de plusieurs organisations culturelles et le maire de Naples, Luigi De Magistris.

## Implantation du concept en France
La tradition du caffè sospeso a été importée en France par le Mouvement des indignés au début de l'année 2013. Depuis lors, des groupes locaux se sont organisés, notamment sur les réseaux sociaux, et des bars et cafés français ont adopté cette tradition. Le sujet a été couvert par certains médias en France, et cette tradition a connu un certain engouement populaire. 
Le café suspendu s'est élargi aux « baguettes suspendues », emblème national français. 
Pour connaître les bars et cafés qui pratiquent en France le café suspendu, plusieurs sites ont établi des cartes des cafés,. 
L'élan s'est toutefois essoufflé, faute de consommateurs qui viennent bénéficier des cafés offerts, sans doute parce que le caffè sospeso n'est pas entré dans les mœurs en France comme il l'est en Italie. 
Différents groupes locaux des villes de France s'organisent donc pour informer tous les bénéficiaires et les associations aux alentours.
Un ouvrage de fiction utilisant le principe comme fil conducteur a été publié par Amanda Sthers en 2022.

## Critiques
Le constat après un an d'implantation en France a été fait par des médias et les nombreux initiateurs du concept. Le mouvement du caffè sospeso a essuyé plusieurs critiques, notamment sur le fait que les gérants des dits cafés dans l'opération encaissent un deuxième café qui n'est pas nécessairement redonné, ou du moins avec un système d'échange du café assez aléatoire. Le système d'échange du caffè sospeso est généralement géré par le gérant qui va mettre en place un accrochage des tickets de caisse ou un tableau noir avec une croix pour chaque consommation.
Les cafés offerts sont parfois consommés, mais beaucoup sont laissés en attente, ainsi les internautes sur la toile se demandent comment faire pour ne plus les laisser sospesi indéfiniment.

## Associations

### Association suisse "Le suspendu"
L'association "Le Suspendu" a commencé ses activités en mai 2017 et il est actuellement partenaire avec cinq restaurants situés à Lausanne et à Morges. Les visiteurs sont invités à déguster les plats proposés dans ces restaurants et à offrir des Suspendus à leurs amis. Leur site web est régulièrement actualisé pour mettre en avant leurs nouveaux partenaires.

#### Partenaires - Donateurs (liste non exhaustive)
- « Solidarité urbaine », sur lesuspendu.ch (consulté le 30 décembre 2023)
- Cabana Crepes
- Slice Pizza

### Association suisse "Suspend'us"
L'association Suspend'us, à but non lucratif, est fondée en 2020, et enregistrée au Registre du Commerce du canton de Vaud. Créée pour venir en aide localement aux personnes en situation précaire, l'association met en lien donateurs, bénéficiaires et économie locale via une plateforme web.

Leur idée
- offrir facilement un Suspend'us à une personne en précarité : c'est géolocalisé, donc facile à consommer.
- faire choisir à leurs donateurs les biens qu'ils veulent offrir et les partenaires chez qui le bien sera offert.
- valoriser les partenaires commerçants et prestataires de services locaux en leur offrant l'opportunité d'être solidaires.

#### Partenaire - Donateurs (liste non exhaustive)
- « Caritas Vaud », sur caritas (consulté le 30 décembre 2023)
- « Page d’accueil », sur Page d’accueil (consulté le 30 décembre 2023)
- « Le CARÉ », sur lecare.ch (consulté le 30 décembre 2023)